# Lennart Alexis
Fritz Lennart Alexis, född 9 juni 1927 i Stockholm, död där 26 februari 2000 i Sofia församling, var en svensk arkitekt.
Lennart Alexis, som var son till ingenjör Isidor Andersson och Magnhild Alexis, avlade studentexamen 1946 och utexaminerades från Kungliga Tekniska högskolan i Stockholm 1952. Han var anställd hos Ancker-Gate-Lindegren arkitekter i Stockholm 1950–1953, hos arkitekt Gösta Åbergh 1953–1954, hos arkitekt Bertil Mattsson i Luleå 1954–1959 och var delägare i MAF Arkitektkontor i Luleå från 1960. Han ritade bland annat folkhögskola i Kalix och Södra Sunderbyn, polishus i Piteå, kontorshus i Luleå, läroverk och idrottshus i Haparanda samt brandstation i Luleå. Han arbetade på konsultbasis som stadsarkitekt i Kalix. År 1995 flyttade han tillbaka till Stockholm. Alexis är gravsatt i minneslunden på Galärvarvskyrkogården i Stockholm.